# Florens Deuchler

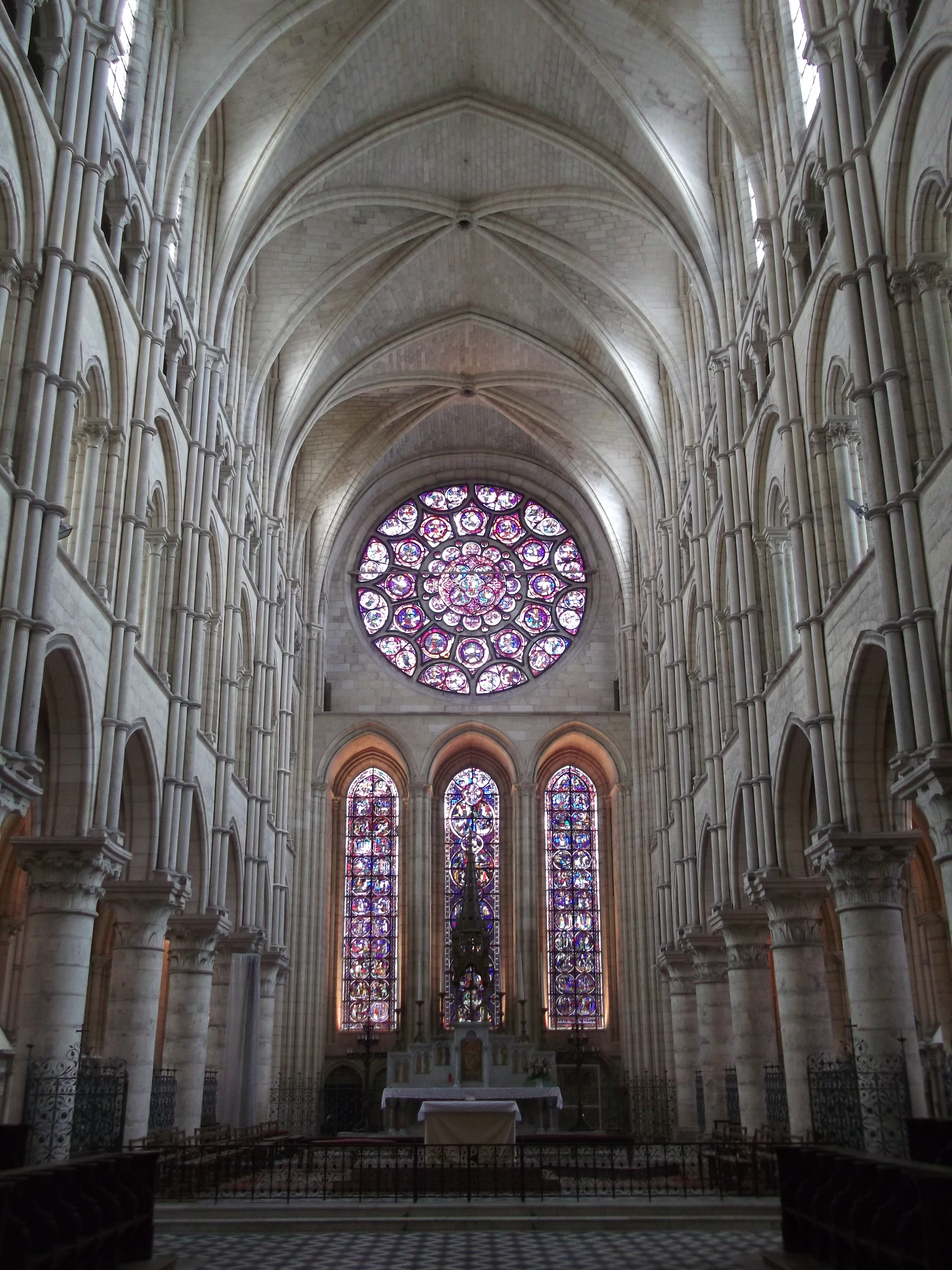
Chorfenster der Kathedrale von Laon, Dissertationsthema von Florens Deuchler

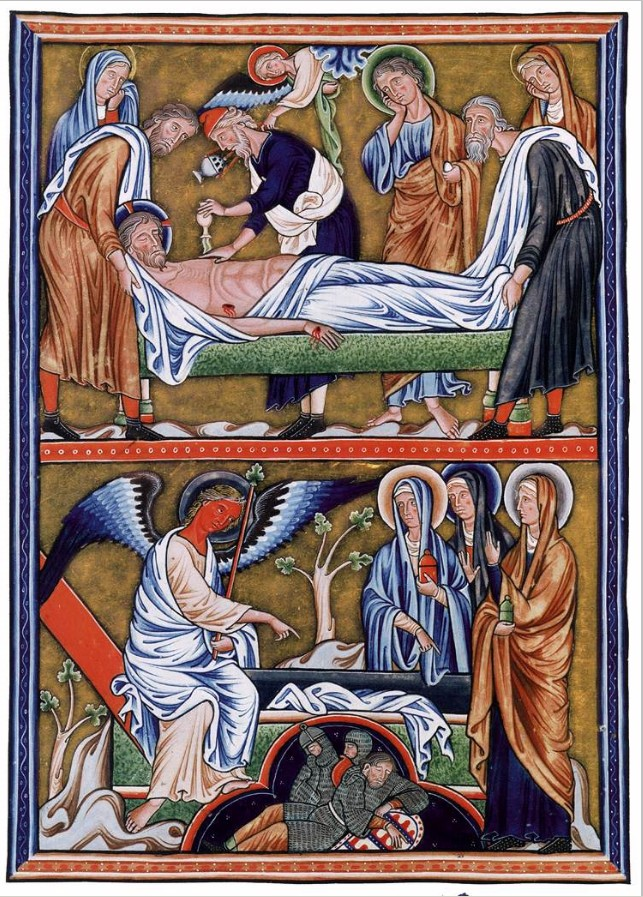
Grablegung und Auferstehung Christi, im Ingeborg-Psalter, der Publikationsthema von Florenz Deuchler ist

Florens Deuchler (* 23. Februar 1931 in Zürich; † 25. Juli 2018 in Aubonne VD) war ein Schweizer Kunsthistoriker.

## Leben und Wirken
Florens Deuchler, Sohn des Kinderpsychiaters Walter Deuchler (1898–1988), ging in Zürich auf das Gymnasium und studierte Klassische Archäologie und Kunstgeschichte in Bern, Paris und ab 1953 in Bonn. 1956 wurde er an der Universität Bonn bei Herbert von Einem promoviert (Die Chorfenster der Kathedrale in Laon. Ein ikonographischer und stilgeschichtlicher Beitrag zur Kenntnis nordfranzösischer Glasmalerei des 13. Jahrhunderts). Ab 1957 bearbeitete er für das Bernische Historisches Museum die Burgunderbeute. 1962 ging er wieder nach Bonn als Assistent von Herbert von Einem; 1964 wurde er bei Gotthard Jedlicka  an der Universität Zürich habilitiert.
1966 wurde er Assistent an der Bibliotheca Hertziana in Rom, und von 1968 bis 1972 war er Leiter der Abteilung mittelalterliche Kunst und von The Cloisters am Metropolitan Museum of Art in New York. Gleichzeitig lehrte er als Professor für mittelalterliche Kunst am Institute of Fine Art der New York University. 1972 wurde er Professor an der Universität Genf. Von 1988 bis 1996 war er Direktor des Istituto Svizzero di Roma; ferner war er Präsident der Stiftung Langmatt (Sidney und Jenny Brown), die die Villa Brown in Baden unterhält. Im Ruhestand zog er nach Florenz.
Florens Deuchler schrieb eine Monographie über Duccio. Im Jahre 2005 erwarb das Metropolitan Museum zum bis dahin höchsten von ihm für ein Gemälde bezahlten Preis Madonna mit Kind. Deuchler hatte dieses Bild seinerzeit nicht in seine Monographie aufgenommen, es wurde aber von der Mehrzahl der Experten Duccio zugeschrieben.
Er war mit der Kunsthistorikerin Karin Lauke verheiratet, einer Spezialistin für Kunst aus Bologna des 17. Jahrhunderts. Karin Deuchler-Gernsheim war Tochter der Kunsthistorikerin Jutta von Weegmann und Adoptivtochter des Kunsthistorikers Walter Gernsheim.

## Schriften (Auswahl)
- Vom schönen Wohnen. Eine europäische Stilkunde. Walter-Verlag, Olten; Freiburg im Br. 1961.
- Die Burgunderbeute. Inventar der Beutestücke aus den Schlachten von Grandson, Murten und Nancy 1476/1477. Verlag Stämpfli & Cie, Bern 1963.
- Gotik (= Belser Stilgeschichte 7). Belser, Stuttgart 1970.
- Der Tausendblumenteppich in Bern: Einführung. Reclam, Stuttgart 1966.
- Der Ingeborgpsalter, Berlin: de Gruyter 1967
- A Short History of Painting from Cave Art to Jackson Pollock. Abrams, New York 1968.
- Die Burgunderbeute (und weitere Kapitel), in: Die Burgunderbeute und Werke burgundischer Hofkunst, [Katalog der Ausstellung 1969]. Bernisches historisches Museum, Bern 1969.
- The Year 1200. Metropolitan Museum of Art, New York 1970.
- The Cloisters Apocalypse. Metropolitan Museum of Art, New York 1971.
- mit Marcel Roethlisberger, Hans Lüthy, Lucas Wüthrich: La peinture suisse: du Moyen Âge à l’aube du 20e siècle. Skira, Genf 1975.
  - Englische Übersetzung: Swiss Painting: from the Middle Ages to the Dawn of the Twentieth Century. Rizzoli, New York 1976.
- mit Jean Wirth: Elsass: Kunstdenkmäler und Museen, Reclam, Stuttgart 1980.
- (Hrsg.): Museen der Schweiz, Zürich: Ex Libris, Zürich 1981.
- Duccio. Electa, Mailand 1984.
- Der Tausendblumenteppich aus der Burgunderbeute, ein Abbild des Paradieses. Verlag von Oppersdorf, Zürich 1984, ISBN 3-85834-007-3.
- (Hrsg.): Ars Helvetica. Die visuelle Kultur der Schweiz. 13 Bände, Desertina, Disentis 1987–1993
- Kunstbetrieb (= Ars Helvetica Band 2). Desertina, Disentis 1987.
- Stichjahr 1912: Künste und Musik der frühen Moderne im Urteil ihrer Protagonisten. Schnell & Steiner, Regensburg 2003.
- Beute und Triumph. Zum kulturgeschichtlichen Umfeld antiker und mittelalterlicher Kriegstrophäen. De Gruyter, Berlin / Boston 2015, ISBN 978-3-11-041431-8.
- Quintilian. Nachantike Spuren der Institutio oratoria Mutmassungen über das Libro dell’Arte von Cennini. Notate zu Sulzers Theorie. Peter Lang, Bern 2017, ISBN 978-3-0343-2675-9.